# Garra
Garra és un gènere de peixos de la família dels ciprínids i de l'ordre dels cipriniformes.

## Taxonomia
- Garra allostoma (Roberts, 1990)
- Garra annandalei (Hora, 1921)
- Garra apogon (Norman, 1925)
- Garra barreimiae (Fowler & Steinitz, 1956)
- Garra bicornuta (Narayan Rao, 1920)
- Garra bispinosa (Zhang, 2005)[1]
- Garra borneensis (Vaillant, 1902)
- Garra bourreti (Pellegrin, 1928)
- Garra buettikeri (Krupp, 1983)
- Garra cambodgiensis (Tirant, 1883)
- Garra caudofasciata (Pellegrin & Chevey, 1936)
- Garra ceylonensis (Bleeker, 1863)
- Garra compressus (Kosygin & Vishwanath, 1998)
- Garra congoensis (Poll, 1959)
- Garra cyclostomata (Mai, 1978)
- Garra cyrano (Kottelat, 2000)[2]
- Garra dembecha (Stiassny & Getahun, 2007)[3]
- Garra dembeensis (Rüppell, 1836)
- Garra dunsirei (Banister, 1987)
- Garra duobarbis (Stiassny & Getahun, 2007)[4]
- Garra elongata (Viswanath & Kosygin, 2000)[5]
- Garra ethelwynnae (Menon, 1958)
- Garra fasciacauda (Fowler, 1937)
- Garra findolabium (Li, Zhou & Fu, 2008)[6]
- Garra fisheri (Fowler, 1937)
- Garra flavatra (Kullander & Fang, 2004)[7]
- Garra fuliginosa (Fowler, 1934)
- Garra geba (Stiassny & Getahun, 2007)[8]
- Garra ghorensis (Krupp, 1982)
- Garra gotyla (Gray, 1830)
- Garra gracilis (Pellegrin & Chevey, 1936)
- Garra gravelyi (Annandale, 1919)
- Garra hainanensis (Chen & Zheng, 1983)
- Garra hughi (Silas, 1955)
- Garra ignestii (Gianferrari, 1926)
- Garra imberba (Garman, 1912)
- Garra imberbis (Vinciguerra, 1890)
- Garra kalakadensis (Remi Devi, 1993)
- Garra kempi (Hora, 1921)
- Garra laichowensis (Nguyen & Doan, 1969)
- Garra lamta (Hamilton, 1822)
- Garra lancrenonensis (Blache & Miton, 1960)
- Garra lautior (Banister, 1987)
- Garra lissorhynchus (McClelland, 1842)
- Garra litanensis (Vishwanath, 1993)
- Garra longipinnis (Banister & Clarke, 1977)
- Garra makiensis (Boulenger, 1904)
- Garra mamshuqa (Krupp, 1983)
- Garra manipurensis (Vishwanath & Sarjnalini, 1988)
- Garra mcclellandi (Jerdon, 1849)
- Garra menoni (Rema Devi & Indra, 1984)
- Garra micropulvinus (Zhou, Pan & Kottelat, 2005)[9]
- Garra mirofrontis (Chu & Cui, 1987)
- Garra mullya (Sykes, 1839)
- Garra naganensis (Hora, 1921)
- Garra nambulica (Vishwanath & Joyshree, 2005)[10]
- Garra nasuta (McClelland, 1839)
- Garra nigricollis (Kullander & Fang, 2004)[11]
- Garra notata (Blyth, 1860)
- Garra orientalis (Nichols, 1925)
- Garra ornata (Nichols & Griscom, 1917)
- Garra paralissorhynchus (Vishwanath & Shanta Devi, 2005)
- Garra periyarensis (Gopi, 2001)[12]
- Garra persica (Berg, 1914)
- Garra phillipsi (Deraniyagala, 1933)
- Garra poecilura (Kullander & Fang, 2004)[13]
- Garra poilanei (Petit & Tchang, 1933)
- Garra propulvinus (Kullander & Fang, 2004)[14]
- Garra qiaojiensis (Wu & Yao aWu, Lin, Chen, Chen & He, 1977)
- Garra quadrimaculata (Rüppell, 1836)
- Garra rakhinica (Kullander & Fang, 2004)[13]
- Garra regressus (Stiassny & Getahun, 2007)[15]
- Garra rossica (Nikolskii, 1900)
- Garra rotundinasus (Zhang, 2006)[16]
- Garra rufa (Heckel, 1843)
- Garra rupecula (McClelland, 1839)
- Garra sahilia (Krupp, 1983)
- Garra salweenica (Hora & Mukerji, 1934)
- Garra spilota (Kullander & Fang, 2004)[13]
- Garra surendranathanii (Shaji, Arun & Easa, 1996)
- Garra tana (Stiassny & Getahun, 2007)[17]
- Garra tengchongensis (Zhang & Chen, 2002)[18]
- Garra theunensis (Kottelat, 1998)
- Garra tibanica (Trewavas, 1941)
- Garra trewavasai (Monod, 1950)
- Garra variabilis (Heckel, 1843)
- Garra vittatula (Kullander & Fang, 2004)[13]
- Garra wanae (Regan, 1914)
- Garra waterloti (Pellegrin, 1935)
- Garra yiliangensis (Wu & Chen, 1977)[19][20][21][22][23][24][25][26]